# Лавиния (Сан-Паулу)
Лавиния (порт. Lavínia)  —  муниципалитет в Бразилии, входит в штат Сан-Паулу. Составная часть мезорегиона Арасатуба. Входит в экономико-статистический  микрорегион Арасатуба. Население составляет 4905 человек на 2006 год. Занимает площадь 538,523 км². Плотность населения — 9,1 чел./км².

## История
Город основан 2 января 1949 года. 

## Статистика
- Валовой внутренний продукт на 2003 составляет 58.399.682,00 реалов (данные: Бразильский институт географии и статистики).
- Валовой внутренний продукт на душу населения на 2003 составляет 11.658,95 реалов (данные: Бразильский институт географии и статистики).
- Индекс развития человеческого потенциала на 2000 составляет 0,765 (данные: Программа развития ООН).